# 四丕耶七聖媽廟

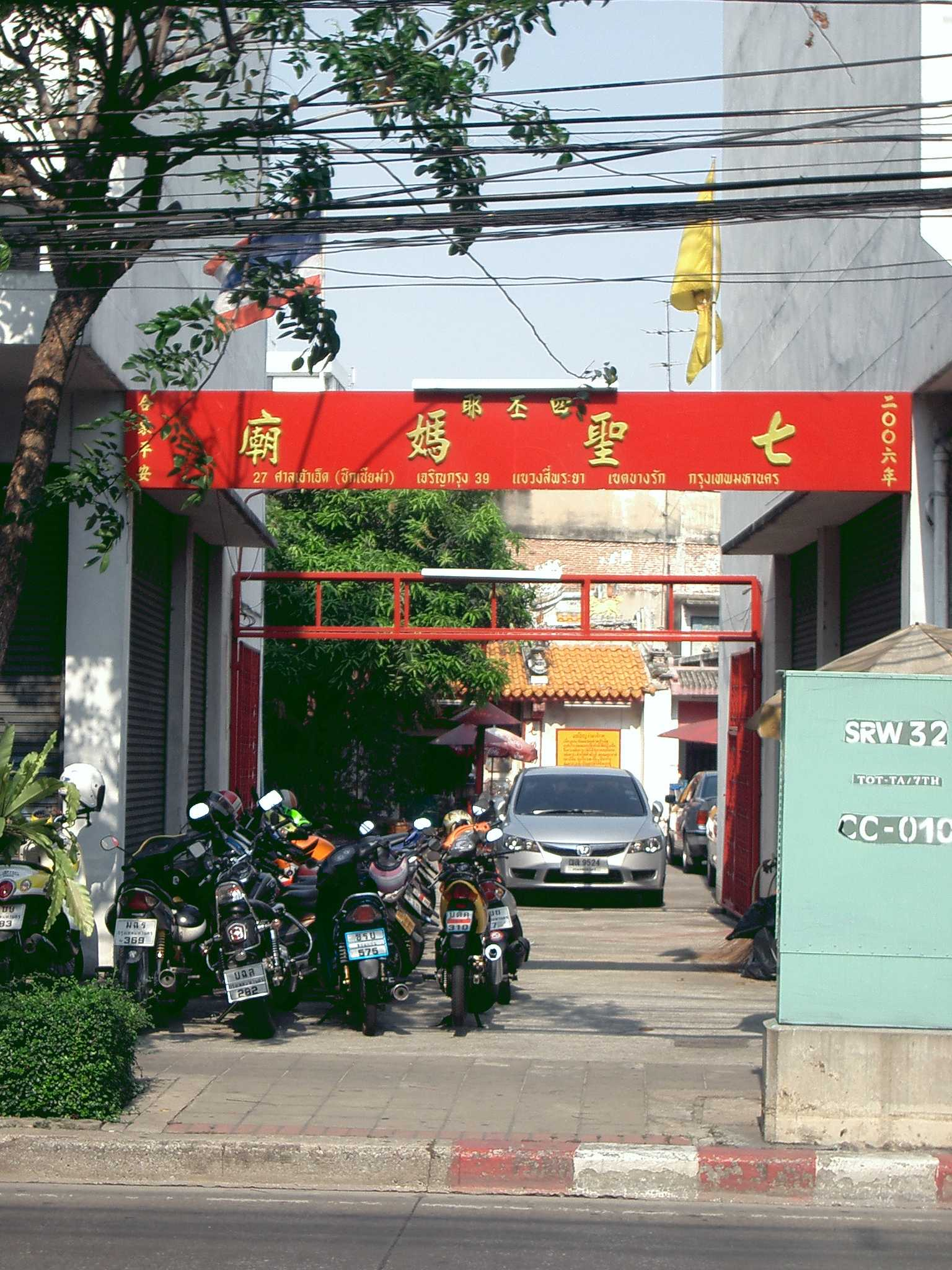
四丕耶七聖媽廟在鄰近石龍軍路1638號的大門。

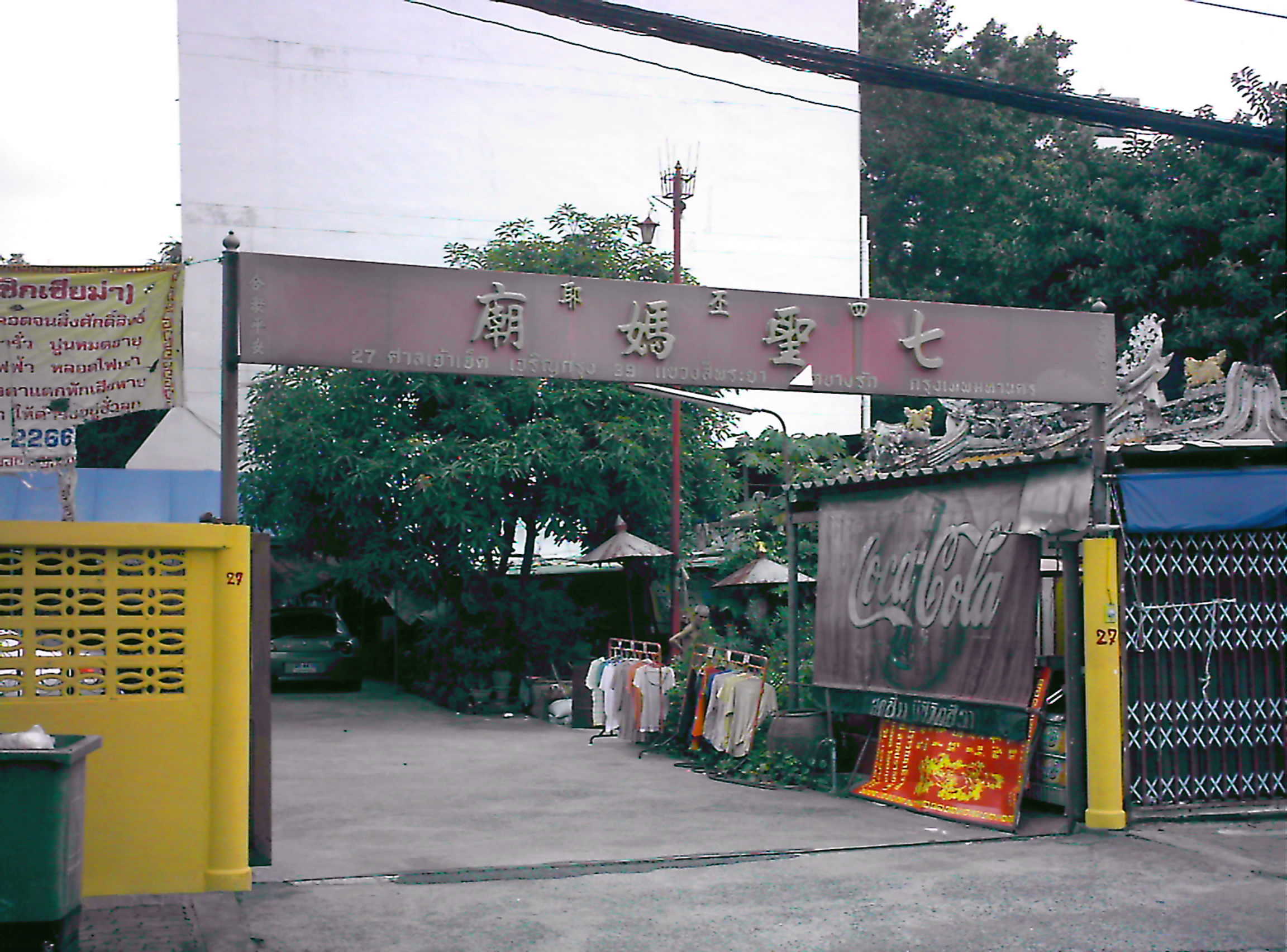
四丕耶七聖媽廟在石龍軍39街(七聖廟社)27號的側門。

四丕耶七聖媽廟(又名：「七聖廟」；泰文：ศาลเจ้าเจ็ด) 位於泰國的首都曼谷，挽叻縣，石龍軍路的橫街石龍軍39街(七聖廟社 ซอยศาลเจ้าเจ็ด Soi San Chao Chet) 27號，它是一座供奉媽祖的中國式建築廟宇。

## 地址
- 泰文：27 ศาลเจ้าเจ็ด (ช่กเช่ยนา), เจริญกรุง ซอย ๓๙, เเขางพระยา, เขตบางรัก, กรุงเทพมหานคร 10500, ประเทศไทย.
- 中文：泰國，曼谷大京都，挽叻縣，四丕耶區，石龍軍路39街，七聖廟社 27號。郵政區號：10500。
- 英文：27 Soi San Chao Chet, Soi 39 Charoen Krung Road, Si Phraya, Bangrak, Bangkok 10500, Thailand.

## 建築
- 廟殿的招牌：七聖廟

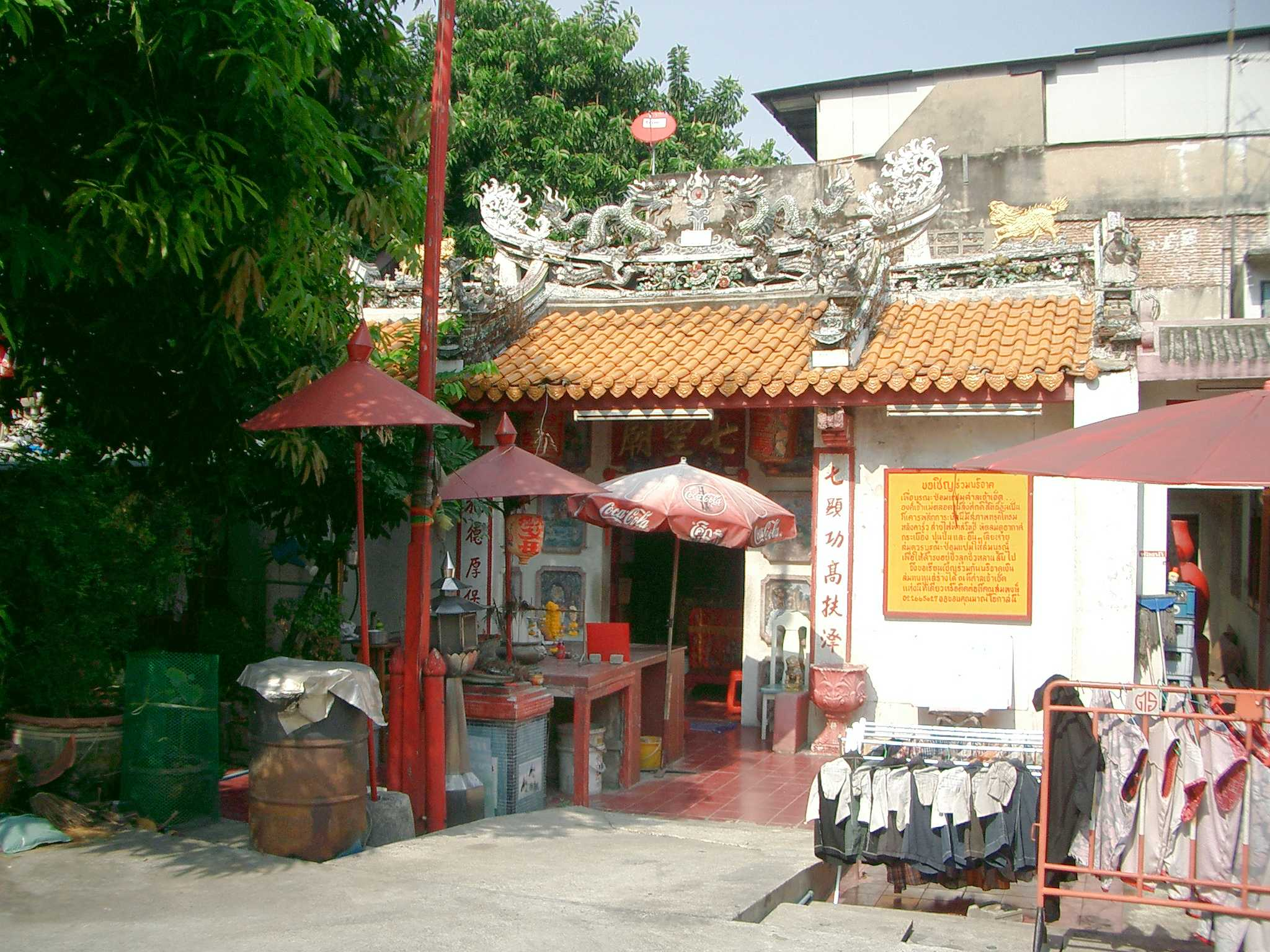
四丕耶七聖媽廟的主殿

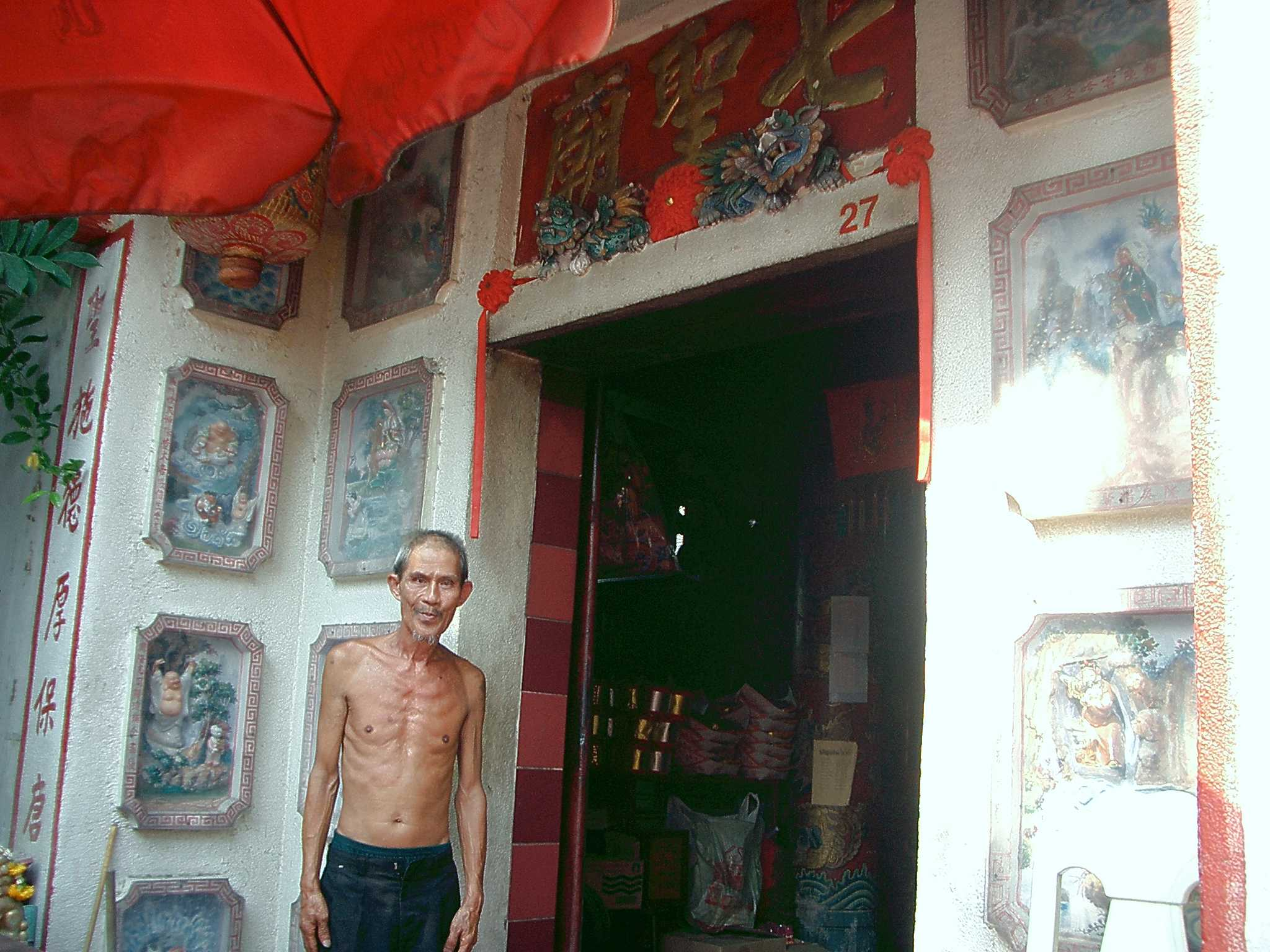
四丕耶七聖媽廟的老邁廟祝公在入口處

- 廟殿大門的對聯：七顯功高扶澤國；聖施德厚保唐民。
- 主祀：7個不同造型的媽祖之陶瓷或木像。
- 左祀：觀世音菩薩
  - 祭壇的對聯：聖水柳枝照大地；靈丹寶瓶轉乾坤。
- 右祀：佛祖 (釋迦牟尼)、關聖帝君 (關羽)、福德伯公、福德伯媽、拉瑪五世
  - 祭壇的對聯：福德英靈保黎庶；伯公顯赫賜財源。

## 歷史橫匾

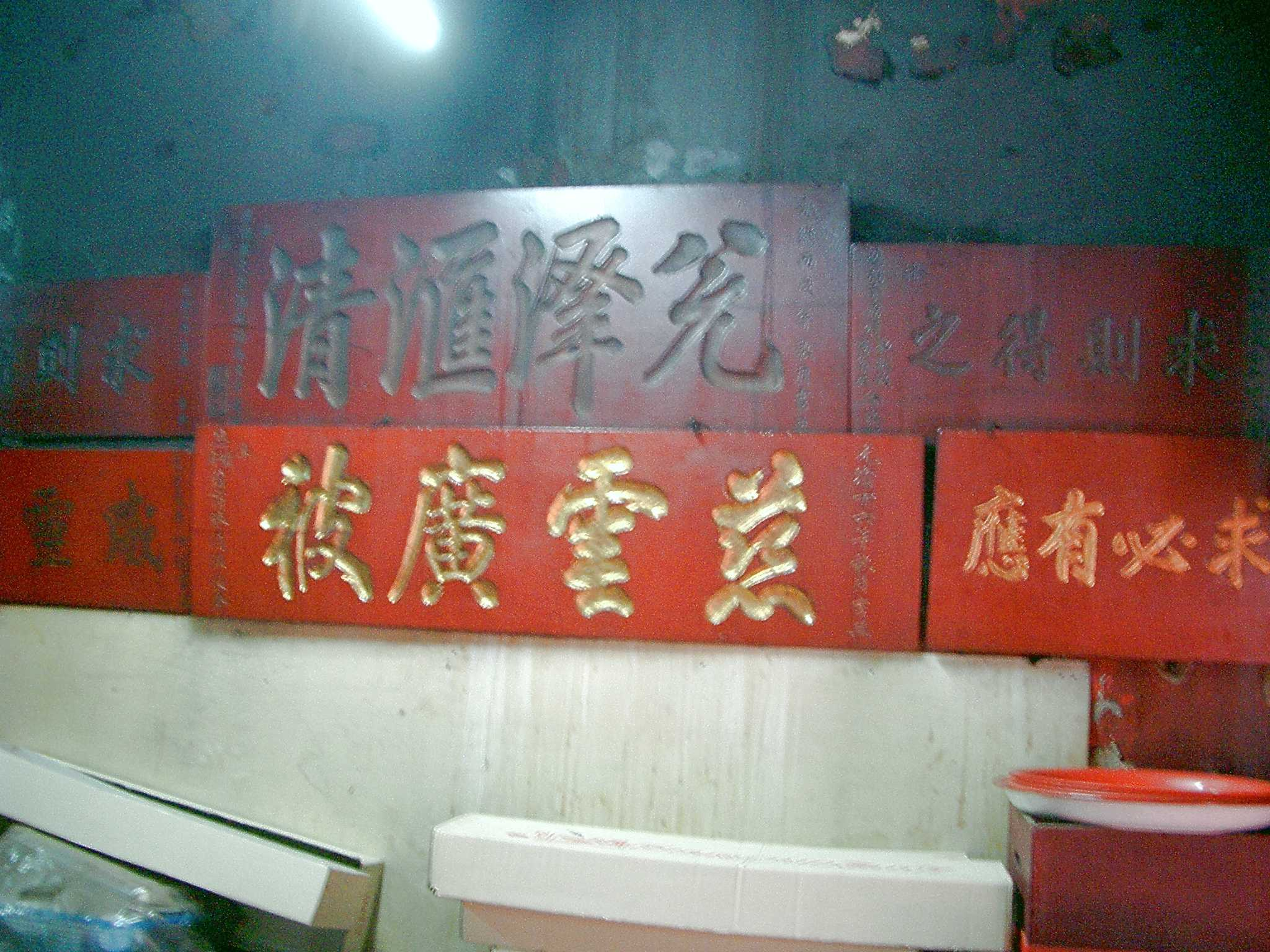
四丕耶七聖媽廟的清朝歷史橫匾

它擁有六塊富歷史價值的紅漆木之繁體中文字的橫匾：
- 『求必有應』
- 1851年(辛亥年、豬年、嘉永4年)：
  - 咸豐元年仲秋吉立：『威靈顯赫』，弟子梁示興、曾際春敬酧。
- 1882年(壬午年、馬年、明治15年)：
  - 光緒八年歲次壬午仲冬吉：『求則得之』，沐恩弟子廣府黎觀敕雷群大仝敬酬。
- 1884年(甲申年、猴年、明治17年)：
  - 光緒十年孟春吉立：『求則得之』，沐恩弟子黃庚廷敬酧。
- 1886年(光緒12年、丙戌年、狗年、明治19年)：
  - 光緒丙戌年秋月吉旦：『光澤匯清』，沐恩瓊府文邑郭貽祿為求平安敬奉。
- 1890年(庚寅年、虎年、明治23年)：
  - 光緒十六年秋月吉旦：『慈雲廣被』，沐恩瓊府信商林鴻傑敬奉。

## 外部連結
- 2009年4月拍攝的四丕耶七聖媽廟之影像（页面存档备份，存于）
- 2010年4月拍攝的四丕耶七聖媽廟之照片（页面存档备份，存于）